# Nubiella tubularia
Nubiella tubularia is een hydroïdpoliep uit de familie Bougainvilliidae. De poliep komt uit het geslacht Nubiella. Nubiella tubularia werd in 2007 voor het eerst wetenschappelijk beschreven door Xu, Huang & Guo. 